# Mahāsiddha
Il sostantivo maschile sanscrito mahāsiddha (devanāgarī: महासिद्ध, "grande perfetto"; cinese: 大聖, dàshèng, "grande saggio"; giapponese: daishō; coreano: 대성, taesŏng; vietnamita: đại thánh; tibetano: གྲུབ་ཐོབ་ཆེན་པོ, grub thob chen po) corrisponde a un epiteto assegnato a uno yogin di tradizione tantrica.
Tale epiteto si riferisce in particolar modo a quel gruppo di maestri tantrici indiani, risalenti per lo più al periodo compreso tra il VII e il XII secolo, famosi in India e in Tibet e frequentemente citati nelle agiografie, e nelle iconografie, religiose di quelle regioni la più famosa della quale è lo *Caturaśītisiddhapravṛtti (in tibetano: གྲུབ་ཐོབ་བརྒྱད་ཅུ་རྩ་བཞིའི་ལོ་རྒྱུས། Grub thob brgy ad bcu rtsa bzhi’i lo rgy us, "Vita degli ottantaquattro siddha") attribuito a Abhayadattaśrī (inizi del XII secolo).